# Khorovats
|                                      |  |                                        |
| Khorovats sur des brochettes plates. |  | Khorovats sur des brochettes grillées. |

Le khorovats (en arménien : խորոված) est une brochette de viande arménienne au barbecue. La viande peut être marinée avant d'être grillée, mais ce n'est pas obligatoire. Il peut être préparé avec de l'agneau, du porc, du bœuf, du poulet ou même du veau. Le plat est généralement réservé aux occasions festives.

## Étymologie
Le mot « խորոված » khorovats signifie « grillé » en arménien et vient du verbe « խորովել » khorovel (« griller »).

## Description

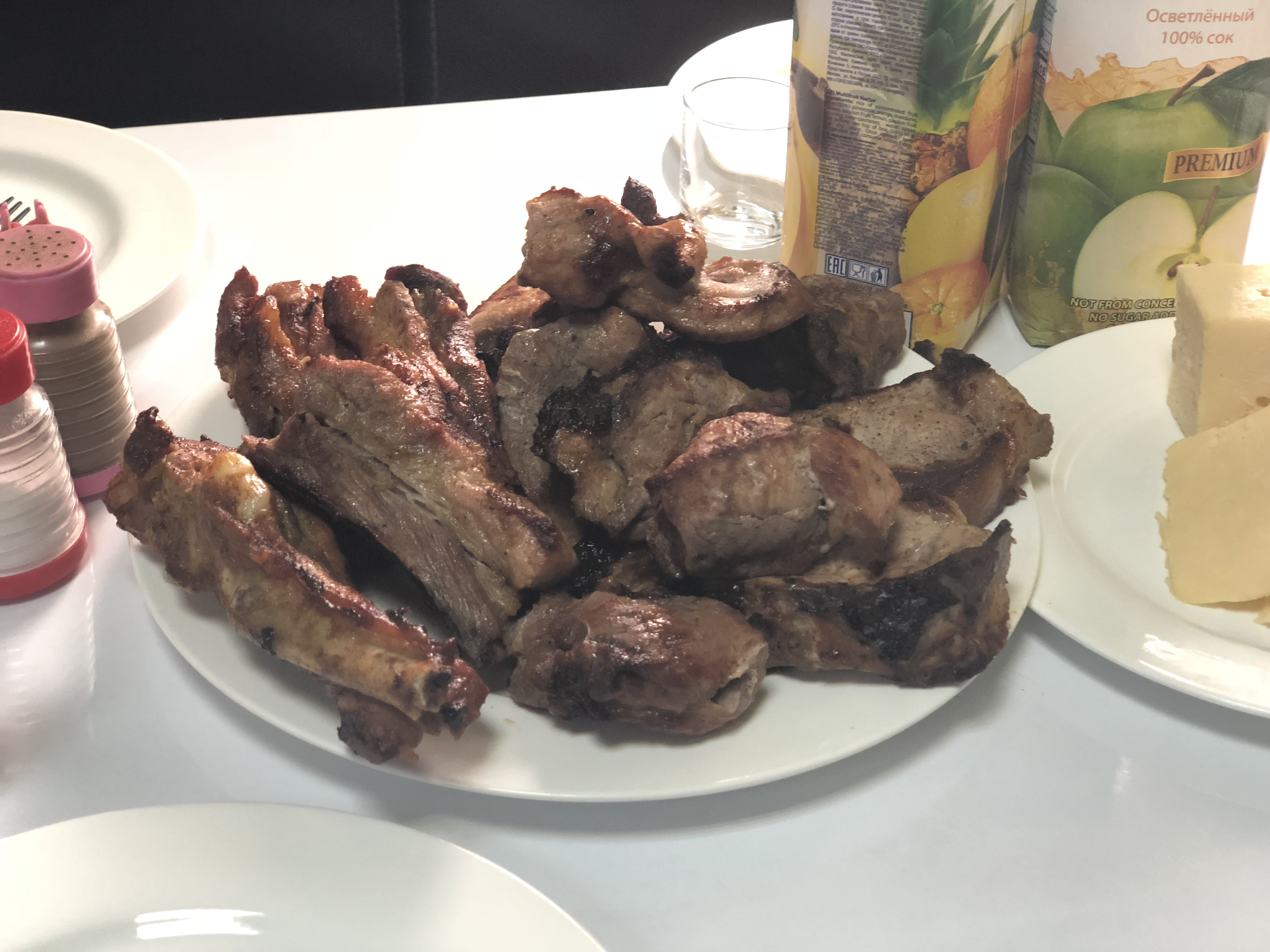
Khorovats sur une table.

Le khorovats peut être préparé avec de l'agneau (gar), du porc (khoz), du bœuf (tavar), du poulet (hav) ou moins communément du veau (hort). Un type de légume est généralement servi avec la viande. Une préparation courante pour les légumes verts comme les asperges ou les haricots verts consiste à les faire frire et à les combiner avec des œufs battus, un plat qui ressemble à des œufs brouillés avec des légumes.
Le khorovats typique est composé de morceaux de viande grillés au shampoor ou à la brochette, bien qu'on puisse également utiliser des steaks ou des côtelettes grillés sans brochettes.
Le livre Armenian Food: Fact, Fiction & Folklore (2006), donne trois conseils pour faire un bon khorovats :
- la distance entre le feu et les brochettes doit être d’environ 12 à 15 centimètres ;
- les plus gros morceaux de viande doivent toujours aller au centre, là où il y a plus de chaleur pour le feu ;
- les shampoor (brochettes) doivent être placés les uns à côté des autres pour concentrer la chaleur du feu de cuisson.

En Arménie même, le khorovats est souvent fait avec l'os encore dans la viande (côtelettes d'agneau ou de porc). La rue Proshyan à Erevan est surnommée « la rue du barbecue » par les étrangers, car de nombreux restaurants khorovats sont situés dans la rue.

## Culture populaire
Dans son ouvrage intitulé Voyages de monsieur le chevalier Chardin en Perse et autres lieux de l’Orient, Jean Chardin, voyageur français du xviie siècle, écrit :

« Les Arméniens ont une manière de faire rôtir des moutons et des agneaux dans la braise en leur propre peau, comme des marrons. Quand le mouton est habillé, ils le remettent en sa peau, qu’ils cousent bien, et puis ils le mettent dans la braise et l’en couvrent. Le mouton est toute une nuit à cuire, et n’est pas fort bon quand il est cuit. »

Dans une scène du film soviétique Quand arrive septembre (1976), l'éminent acteur arménien Armen Djigarkhanian (Levon) prépare un khorovats avec son petit-fils sur le balcon de l'appartement de sa fille à Moscou. Ses voisins voient de la fumée sortir du balcon et appellent les pompiers, mais lorsqu'un pompier arrive, tout se règle et tous les voisins se rassemblent chez Levon pour savourer le plat.
Depuis 2009, un festival annuel de khorovats a lieu à Akhtala, dans le nord de l'Arménie. En 2012, John A. Heffern, l'ambassadeur des États-Unis en Arménie, figure parmi les 15 000 invités du festival.